# Гардап (гребля)
Гребля Гардап (англ. Hardap Dam, нім. Hardap-Damm) — гребля на річці Фіш-Рівер неподалік від Марієнталь у регіоні Гардап центральна Намібія. Створена в 1963 році, в той час як Намібія перебувала під окупацією Південної Африки. Гребля Гардап — найбільша дамба в країні.

## Опис
Перший проєкт з будівництва греблі датується 1897 роком. Будівництво розпочалося в 1960 році і завершено в 1963 році. Об'єм створеного водосховища — 320 млн. м³. площа — 25 км² Гребля має параметри: 860 м завдовжки та майже 40 м заввишки.
Гребля Гардап постачає Марієнталь та навколишні населені пункти питною водою. Його розташування поблизу міста, однак, також становить небезпеку його затоплення, коли шлюзи мають бути повністю відкриті через потужні зливи у сточищі річки.
Гребля має велике значення для сільського господарства. Після її спорудження була створена іригаційна зона, що уможливило вирощування фруктів і овочів. Крім того, гребля Гардап є центром зони відпочинку Гардап — рекреаційної зони та туристичної пам'ятки.